# کوت حسین
کوت حسین (به انگلیسی: Kot Hussain) یک روستا در پاکستان است که در ناحیه ننکانه صاحب واقع شده‌است.